# Малюков Андрій Ігорович
Андрій Ігорович Малюков (6 січня 1948 — 19 грудня 2021) — радянський і російський кінорежисер, сценарист, продюсер.

## Життєпис
Андрій Малюков народився 6 січня 1948 в Новосибірську. В 1961–1966 — актор і режисер Народного театру-студії «Юність» в Новосибірську. В 1971 закінчив режисерський факультет ВДІКу (майстерня Е. Дзиган). З 1974 — режисер-постановник кіностудії «Мосфільм». Президент «Студії „Ренесанс“». Заслужений діяч мистецтв РФ. Народний артист РФ.

## Режисерські роботи
- 1971 — Звільнення — асистент режисера
- 1971 — Повернення катера — короткометражний, дипломна робота
- 1975 — Соло для слона з оркестром — 2-й режисер
- 1976 — У зоні особливої уваги
- 1980 — Нерозділене кохання
- 1982 — 34-й швидкий
- 1988 — Вірними залишимося
- 1989 — Роби — раз!
- 1991 — Метелики
- 1991 — Любов на острові смерті
- 1991 — Люмі — художній керівник
- 1993 — Маленькі чоловічки Більшовицького провулка, або Хочу пива
- 1995 — Я — російський солдат
- 2000 — Імперія під ударом (телесеріал)
- 2002 — Спецназ (телесеріал)
- 2003 — Спецназ 2 (телесеріал)
- 2004 — Диверсант (телесеріал)
- 2006 — Грозові ворота (телесеріал)
- 2008 — Ми з майбутнього
- 2010 — Втеча (телесеріал)
- 2012 — Матч
- 2012 — Мосгаз (телесеріал)
- 2014 — Купрін (телесеріал, у співавт.)
- 2014 — Григорій Р. (телесеріал)
- 2018 — Лишитися живим (телесеріал)
- 2019 — Входячи у дім, озирнися

## Призи та нагороди
- Державна премії РСФСР імені братів Васильєвих (1980) і Срібна медаль імені О. Довженка — за фільм «В зоні особливої уваги».
- 1994 Сан-Рафаель (Франція). Приз за режисуру «Срібне вітрило» за фільм «Маленькі чоловічки більшовицького провулка, або Хочу пива»
- 1996 — За фільм «Я — російський солдат» — Великий спеціальний приз на кінофестивалі «Золотий витязь» в Мінську.
- 1996 — За фільм «Я — російський солдат» — «Золотий лотос». Пхеньян. КНДР.
- 1999 — Заслужений діяч мистецтв РФ.
- 2003 — «Золотий орел» за телесеріал «Спецназ».
- 2004 — Народний артист РФ.
- 2006 — Гран-прі «Золотий витязь» за телесеріал «Грозові ворота»
- 2006 — ТЕФІ за телесеріал «Грозові ворота»
- 2007 — «Легенда кінематографа ВДВ і спецназу» на кінофестивалі «Десант-2007»
- 2008 — МКФ «Золотий бриг» (Україна) Найкраща режисерська робота (фільм «Ми з майбутнього»)